# Raoul Meyer
 (février 2025).
Motif : notoriété non démontrée :  Raoul Meyer est le gendre du dirigeant des Galeries Lafayettes Théophile Bader, etc. : insuffisant
- Archive Wikiwix
- Bing
- Cairn
- DuckDuckGo
- E. Universalis
- Gallica
- Google
- G. Books
- G. News
- G. Scholar
- Persée
- Qwant
- (zh) Baidu
- (ru) Yandex
- (wd) trouver des œuvres sur Wikidata

| 1. | Préciser le motif de la pose du bandeau. | Précisez le motif de la pose du bandeau en utilisant la syntaxe suivante : {{admissibilité à vérifier\|date=mai 2025\|motif=remplacez ce texte par le motif}}                    |
| 2. | Informer les utilisateurs concernés.     | Pensez à avertir le créateur de l'article, par exemple, en insérant le code ci-dessous sur sa page de discussion : {{subst:avertissement admissibilité à vérifier\|Raoul Meyer}} |

Pour les articles homonymes, voir Meyer.
Raoul Salomon Meyer, né le 30 juin 1892 à Villefranche-sur-Saône et mort le 14 juin 1970 à Neuilly-sur-Seine, est le gendre du dirigeant des Galeries Lafayette Théophile Bader, et, après avoir participé à la Résistance et à la Libération de Paris, prend en charge les Galeries Lafayette, le 20 septembre 1944 jusqu'en 1970. Il est le grand-père du rabbin David Meyer.

## Éléments biographiques
Raoul Meyer est le gendre de Théophile Bader, le dirigeant des Galeries Lafayette dont il a épousé la fille aînée Yvonne (1897-1971). Raoul Meyer et son épouse ont une  fille adoptive Léone-Noëlle Meyer, qui deviendra la mère du rabbin David Meyer.

## Décoration
- Chevalier de la Légion d'honneur